# Pastviny
Pastviny är en ort i Tjeckien.   Den ligger i regionen Pardubice, i den östra delen av landet, 150 km öster om huvudstaden Prag. Pastviny ligger 489 meter över havet och antalet invånare är 302.
Terrängen runt Pastviny är kuperad åt nordost, men åt sydväst är den platt. Runt Pastviny är det ganska glesbefolkat, med 43 invånare per kvadratkilometer. Närmaste större samhälle är Ústí nad Orlicí, 18,2 km sydväst om Pastviny. I omgivningarna runt Pastviny växer i huvudsak blandskog.